# Blok 38
Le Blok 38 (en serbe cyrillique : Блок 38) est un quartier de Belgrade, la capitale de la Serbie. Il est situé dans la municipalité de Novi Beograd.

## Localisation
Le Blok 38 est situé sur la rive gauche de la Save. Il est entouré par les Bloks 32, 33, 34, 37, 39 et 40. De forme carrée, il est délimité par le Bulevar Arsenija Čarnojevića, qui se prolonge jusqu'au pont de Gazela, sur la Save ; il se situe sur le parcours des routes européennes E70 et E75. Il est également longé par le Bulevar Milutina Milankovića, parallèle au premier et par les rues Omladinskih brigada (« rue des Brigades de la jeunesse ») et Narodnih heroja (« rue des Héros nationaux »), qui coupent les deux premiers boulevards à angle droit.

## Caractéristiques
Le Bolk 38 est un quartier moderne, essentiellement composé de barres et de tours résidentielles. Il dispose d'une école maternelle (Predškolska ustanova) nommée 11. april et d'une école élémentaire (Osnovna škola), dédiée à Ratko Mitrović, située 58 rue Omladinskih brigada.
On y trouve également un supermarché Maxi.

## Transports
Le Blok 38 est desservi par plusieurs lignes d'autobus de la société GSP Beograd, soit les lignes 65 ( Zvezdara II – Novo Bežanijsko groblje), 68 (Zeleni venac – Novi Beograd Blok 70), 69 (Dépôt Sava – GO Novi Beograd), 73 (Novi Beograd Blok 45 – Batajnica), 89 (Vidikovac – Čukarička Padina – Novi Beograd Blok 61) et 610 (Zemun Kej oslobođenja – Jakovo).